# スペクトラルフォース
『スペクトラルフォース』は、日本で1997年10月にアイディアファクトリーより1作目が発売されたPlayStation用ゲームソフト。40国の君主から一人をプレイヤーキャラクターに選び大陸統一を目指すシミュレーションRPG。
1作目発売以降、多くの続編・外伝・関連作品が発売されている。2006年、携帯電話アプリ配信もされている。2006年10月に『スペクトラルフォース2』、『愛しき邪悪』、『メイマイ騎士団』などが収録されたネバーランド研究史が発売された。

## シリーズ作品リスト
スペクトラルフォース
1997年10月9日 アイディアファクトリー発売/PlayStation
スペクトラルフォース アイラ降臨
1998年7月31日 NECインターチャネル発売/Windows
スペクトラルフォース2
1998年10月15日 アイディアファクトリー発売/PlayStation
スペクトラルフォース愛しき邪悪
1999年8月26日 アイディアファクトリー発売/PlayStation
純情で可憐メイマイ騎士団 スペクトラルフォース聖少女外伝
1999年11月25日 アイディアファクトリー発売/PlayStation
スペクトラルフォース2 永遠なる奇蹟
2000年9月29日 NECインターチャネル発売/Windows
スペクトラルフォース ラジカルエレメンツ
2004年9月16日 アイディアファクトリー発売/PlayStation 2
スペクトラルフォース クロニクル
2005年4月28日 アイディアファクトリー発売/PlayStation 2
スペクトラル VS ジェネレーション
2006年4月20日 アイディアファクトリー発売/アーケード、PlayStation 2、PlayStation Portable
スペクトラルフォース3 イノセントレイジ
2006年6月29日 アイディアファクトリー発売/Xbox 360
スペクトラルフォース ジェネシス
2008年6月19日 アイディアファクトリー発売/ニンテンドーDS
いつかこの手が穢れる時に -SPECTRAL FORCE LEGACY-
2009年11月26日 アイディアファクトリー発売/PlayStation Portable

## スペクトラルフォース
1997年10月、アイディアファクトリーからPlayStation専用ソフトとして発売された。1000対1000の集団戦闘、40の国から好きな国を選んで天下統一を目指す内容である。
また、1998年には、NECインターチャネルからWindowsへの移植版にあたる『スペクトラルフォース アイラ降臨』が発売されており、この作品では戦闘パートは新規に作られている。
最初に4人の君主の中から1人を選ぶ。誰を選ぶかによってストーリー、難易度、使う戦略などの条件が変わる。世界には劣鬼、家畜、金、宝玉の4種類の通貨があり、国によって使っている通貨が異なる。
あらすじ
古き言い伝えにある緑あふれる世界ネバーランド。この世界を司る三柱の神の一人「大魔王ジャネス」が人間の勇者に倒され、世界は果てなき争いの時代へと突入する。
主要キャラクター
それぞれの武将が持つ必殺技は強力で、戦いの行方を大きく左右することになる。
ヒロ
声：1：榎木瑠衣子 2以降：宮村優子
年齢・17歳（フォース1）
大魔王ジャネスと人間の女性マリアとの間に生まれた少女。「爆炎の申し子」という二つ名を持ち、全武将でもトップクラスの実力者。大魔王ジャネスが倒れた後、人間への復讐のため新生魔王軍を立ち上げ挙兵する。人間の血のためか、冷たさの中にも不器用な優しさを持つ。しかし、ひとたび魔族の血が暴走すれば残酷な性格となり、姉・プラーナに酷似した姿に変貌する。
スペクトラルシリーズにおいて最も出演作品が多く、シリーズの顔と言えるほどの人気と知名度を持つ。シリーズを重ねるごとに服装が大胆になっている。
シフォン
声：2：風間信彦 クロニクル以降：西原翔吾 OVA：置鮎龍太郎
年齢・18歳（フォース1）
大魔王ジャネスを倒した人間の勇者にして、最強の魔剣「天魔剣・流星」の所持者。しかし、彼が魔王を倒したことが原因で再び戦争が始まってしまい、理想と現実の間で苦悩する。人間の中ではかなりの実力者だが、勇者としては並。
出演作品の多さはヒロに次ぐ。シリーズの中心人物の一人。
リトルスノー
声：大本眞基子 クロニクル：渡辺明乃
異世界チキュウからネバーランドに召喚された少女。
大蛇丸
声：磯部弘
極東の島国ムロマチを治める王。身体に皇龍の魂を宿すサムライ。
アゼレア
声：國府田マリ子
自然と平和を愛するエルフの女王。森の聖女。
ウェイブ
声：高塚正也
スペクトラルタワーを極めた唯一の人間。ウェイブの魔法力が発動しネバーランドは25%の自然を失う。
大魔王ジャネス
声：銀河万丈
魔族の頂点に立つ大魔王。ヒロの父親。
アイラ
声：宮村優子
『スペクトラルフォース アイラ降臨』にて登場。ヒロの母親であるマリアの肉体に神が精神を与えて創造した兵士。

## スペクトラルフォース2
1998年10月、アイディアファクトリーからPlayStationで発売された。『スペクトラルフォース』に新規シナリオを追加し、戦闘システムを一新した内容。
エルフや魔族の王となり、仲間を率いて”ネバーランド”の覇権を争うシミュレーションゲームの第2弾。年ごとに変化していく内政コマンドを実行し、他国の動向を予測しながら戦略を立てる事となる。
2000年には、さらに内容を強化した『スペクトラルフォース2 永遠なる奇蹟』がNECインターチャネルからWindows用ゲームソフトとして発売された。新キャラクターの追加や内政・外交のシステムが改良されるなど、多くの点でPS版を凌駕している。

### 評価（スペクトラルフォース2）
雑誌『電撃PlayStation』DPSソフトレビューでは70、80の150点。レビュアーはのうち1人は前作をやっていないとした上でファンタジー版国盗りSLGとしてはよくできていて、操作が簡単でとっつきやすい、世界観が練られている、だがコマンド説明は簡単で最初だけでもヘルプが欲しかった、月ごとにできることが違うシステムは好みが分かれるが長く遊べるゲームだとし、もう1人は前作より格段に面白くキャラのパラメータが簡潔で戦略が立てやすい、テンポがよく快適、グラフィックが向上しているとした一方で難易度は前作のように力押しで勝てる程度、戦略性の高さを期待していただけあってやや物足りないが初心者にも気軽に遊べるとした。
ザ・プレイステーションザ・プレ流 PSソフト品評会では66、66、75の207点。レビュアーは大きく単純化された三國志のようなゲームで武将のステータスが10段階になったりイベントとグラフィックが大幅に増えてCG鑑賞モードがあるなど前作から進歩が見られ、ストーリーはなかだるみもするがパワーアップしている、毎月できることが決まっているためSLGに慣れていなくても問題なく遊べるのがいい、戦闘は簡単になったがその代わり攻城戦が面倒になり1年の戦闘回数も減少して難易度も向上しているとした者や一発逆転性によって面白くなったとする者がおり、前作を知っているなら問題なく遊べて三國志のような登場人物がいるため設定など知らないでプレイすると良い、中盤以降は内政面のコマンドが原因でやや単調になるのは変わらずでSLGとしては物足りない部分もあるためヘビーユーザーには向かずストーリーや世界観、台詞回しなどに酔える人向けだとした。

## スペクトラルフォース 愛しき邪悪
1999年8月26日にアイディアファクトリーからPlayStation専用ソフトとして発売された。物語はジェネレーションオブカオスシリーズとの橋渡し的な内容で、シンバ帝国の名前の由来となる少年シンバが主人公。
主要キャラクター
シンバ
大蛇丸にかわりムロマチ国の君主となった少年。自然の力であるガジュウを行使する。
ソルティ
ゾディア国出身のムロマチ国参謀。長刀ファンバイユを扱う。
ヒロ
大魔王の娘。ムロマチ国の武将となり、ムロマチの世界制覇に尽力する。
大蛇丸
ムロマチ国の元君主。野暮用があると言い、シンバにムロマチ国を譲渡する。
ウェイブ
無名兵団の君主。戦闘では敵軍へ単騎での直接攻撃ができる。
ブレイク
冥界先発隊の君主。戦闘では敵軍へ単騎での直接攻撃ができる。
マユラ
キース同盟軍の君主。氷の魔女の異名を持つ。
ジャドウ
魔王軍の君主。闇の貴公子の異名を持つ。戦闘では敵軍へ単騎での直接攻撃ができる。

## 純情で可憐メイマイ騎士団 スペクトラルフォース聖少女外伝
1999年11月にアイディアファクトリーからPlayStation専用ソフトとして発売された。メイマイ国をメインに恋愛要素を加えた外伝。
主要キャラクター
ティナ
メイマイ国の皇女。

## スペクトラルフォース ラジカルエレメンツ
2004年9月、アイディアファクトリーからPlayStation 2専用ソフトとして発売された。『スペクトラルフォース』以前の時代を舞台にした外伝。

### あらすじ（ラジカルエレメンツ）
魔導世紀602年、ラファーム傭兵団の代表ドライゼムは山岳地帯ミルリアに住む有翼の亜人・バードマンたちと協力して「空海作戦」を展開し、魔族を撃退する。
その後、ラファーム傭兵団はラファーム界国と名前を変え、ドライゼムは界王に就いた。
その翌春、彼は人間の小国オルタデッドとミルリアの共謀によって暗殺される。これを理由に、ラファーム界国はオルタデッドに宣戦布告を吹っかける。

### 登場人物（ラジカルエレメンツ）
トナティ・オルタデッド
声：サエキトモ
『ラジカルエレメンツ』の主人公で、小国オルタデッドの国王を務める。頭はよいものの、実戦経験はない。イデルからは狙われている。
ティリア・レヴィスタン
声：広橋涼
オルタデッドの宮廷魔導師で、トナティとは幼馴染み。大魔導師ガレーナの末裔で、世界の真実を記した書物"真魔のグリモア"を受け継いでいる。
ドーラ・ヴァンデルング
声：横井歌織
オルタデッドの諜報主任を務めるメイド。
ゲンサイ
トナティのお目付け役。
アドラー・アウィス
声：西原翔吾
バードマンの翼騎将軍である青年。
ドレイクス・ヴァングラー
声：一ノ渡宏昭
ラファーム界国の国王で、勇者である兄ドライゼムの暗殺に伴い国王の座を継いだ経緯を持つ。
アルトゥス・ラローチェ
声：櫻井泰平
ドレイクスの腹心である策略家。また、魔法戦士としての一面もあり、古代の魔導書の解読も得意とする。
プラーナ
声：高橋あみか
五魔将の筆頭で、魔王ジャネスの娘。魔剣に近づくトナティらの前に現れるものの、敵対視しているわけではない。

## スペクトラルフォース クロニクル
2005年4月28日にアイディアファクトリーからPlayStation 2専用ソフトとして発売されており、アイデアファクトリー創立10周年記念作品でもある。
ダイジェスト版的な内容で、物語の割愛・変更点も多い。

## スペクトラルフォース3 イノセントレイジ
2006年6月、アイディアファクトリー発売からXbox 360専用ソフトとして発売された。傭兵である主人公ビギナが、各国の依頼をこなしていくという内容で、所属する国の運命と歴史に介入できるといったように自由度が高い。
複数の国々がAIによって勝手に戦争を行っており、ひとつの国が天下統一を行うまで戦争は続く。プレイヤーは傭兵として依頼のある国と契約を行うが、例えば、敵対する2つの国から同時に依頼がある場合など、自由に方針を決めることができる。敵対するキャラクターや味方になるキャラクターも遊ぶ毎に変わるが、登場キャラクターは個性的であることに加え、それぞれの思惑が存在しているなど、遊ぶ毎に新たな発見がある。プレイヤーの努力とは裏腹に支援していた国が滅亡してしまうことも多々あるが、傭兵家業は続き、滅亡国の主要人物が他国に傭兵として雇われている姿など、思いがけない新たな展開を体験することができる。
主要キャラクター
ビギナ
フラウスターの兵士だったが、国家滅亡をきっかけに傭兵として生きる。
ヘルガイア
自然の意思が少年に憑依した姿。

## スペクトラルフォース ジェネシス
2008年6月、ニンテンドーDS専用ソフトとして発売された。1200年代のネバーランドを舞台にした作品で全40か国の中から1つの国を選んで全土統一を目指す。
Nintendo World Reportでは3.5/10のスコアで日本から持ち込まれたニッチなゲームと出会えたのは嬉しいがストーリー性が弱くアクションに没頭できない、国民から徴税するシステムははいくつかボタンを押して展開を見るだけ、単純なタスクさえ退屈に感じる、戦闘は完全に自由ではなくいくつかのボタンを押すだけの奇妙な制限がある、ゲームプレイとストーリーに没頭することが出来ず戦略とシムの要素のあるゲームだが最終的にはがっかりするとした。
Game Revolutionは1/5のスコアでチュートリアルがあまりなく最初の数時間は何をするのかわからず、戦闘は戦略性が薄く敵のタイプを予想することができないため選択する攻撃パターンは少ない、他国の旗は正直言って子供が貼ったステッカーのよう、ゲームマネージメントのアイデアは面白いし他国を倒していくのも良点だが「これをRPGと呼ぶのは本当に間違い」だと批判した。
GamesRadar+では3.5/5のスコアで「これはRPGではない」とした上でしばし出現するような役に立たないチュートリアルはほとんどなく物事扱うのに時間がかからない、だが1つの間違った行動が失敗の原因になるため忍耐が必要だとした他、巨大で複雑な戦略と奉仕に対する献身を良点、複雑さが和らがないことを欠点に挙げた。

## 派生作品

### OVA
- スペクトラルフォース フェイズ1 新生魔王軍
- スペクトラルフォース フェイズ2 ジグロード決戦

### 漫画
- スペクトラルフォース 作 桑名真吾/画 日野慎之助
1996年、『月刊コミックゲーメスト』（新声社）で連載。後にコーエー出版より単行本出版。

### 小説
- スペクトラルフォース 魔王の遺志を継ぐ少女 作 桑名真吾

## 関連作品
- スペクトラルタワー シリーズ
- モンスターコンプリワールド シリーズ（伝説獣の穴含む）
- スペクトラルブレイド
- 砂のエンブレイス
- グローバルフォークテイル
- ジェネレーションオブカオス シリーズ

第二次ネバーランド大戦が勃発
- 学園都市ヴァラノワール

シフォンの孫であるミュウを主人公とした物語
- スペクトラルソウルズ シリーズ（ブレイジングソウルズ含む）
- カルディナルアーク 〜混沌の封札〜
- 爆炎覚醒ネバーランド戦記ZERO

スペクトラルフォース時代直前のヒロが主役のアクションゲーム
- スペクトラルVSジェネレーション

ヒロ、ジャドウ、マユラ、大蛇丸などを操作できる2D対戦格闘ゲーム
- カオスウォーズ

アイディアファクトリー、アルゼ、アトラス、レッド・エンタテインメント4社のコラボレーション作品。各社のキャラクターが登場し、『スペクトラルフォース』からは、ヒロ、リトルスノー、ガイザンなどが登場する。

## その他

### キャラクターデザイン
- 日野慎之助
スペクトラルフォース1 - 2、アイラ降臨 などを担当。
- 中村龍徳
スペクトラルフォース3 イノセントレイジ、スペクトラルフォース1 - 2、愛しき邪悪、メイマイ騎士団、クロニクルなどを担当。

### ドラゴンフォースとの関係
『スペクトラルフォース』の主要スタッフは、かつてJフォースで『ドラゴンフォース』の開発を行っていた。同社の倒産に伴いアイディアファクトリーへ移籍して『スペクトラルフォース』の開発を行い、企画立案当初の構想を繋いだ（開発規模は大幅に縮小）。なお、1996年3月に発売されたセガサターン用ゲームソフト『ドラゴンフォース』は、発売元であるセガが開発を引き継ぎ、新規のスタッフが大幅な計画の見直しを行い完成させたものである。両作の共通のキャラクターデザイナー日野慎之助は、『ドラゴンフォース』完成後に『スペクトラルフォース』の開発に合流、その後のスペクトラルフォースシリーズ数作品（PC版含む）を手がけている。